# Venusfigurine
Venusfiguriner er samlebegreb for omkring 200 kvindefiguriner, der er fundet i store dele af Europa og fra den mellemste ældre stenalder til den sene ældre stenalder. De fleste figuriner stammer fra gravettien-perioden i Vesteuropa, mens andre også fra Vesteuropa stammer fra den tidligere aurignacienkultur-periode som Venus af Hohle Fels fundet i 2008 og kulstofdateret til for 35.000 år siden. Et senere eksempel fra madeleinekultur er Venus af Monruz der er omkring 11.000 år gammel.
Figurinerne var udskåret af bløde stenarter som fedtsten, kalk eller kalksten), knogler eller elfenben eller formet af ler. De sidste er blandt de ældste kendte former for keramik.

## Beskrivelse
Hovedparten af venusfigurinerne syntes at være afbildninger af kvinder, og de følger visse kunstneriske konventioner. De fleste af dem er overordnet rombeformede med det bredeste punkt på midten (hofter/mave). I nogle eksemplarer er visse dele af den kvindelige anatomi overdrevet: mave, hofter, bryster, lår og vulva. I modsætning hertil er andre anatomiske detaljer nedtonet eller udeladt, især arme og fødder. Hovederne er ofte forholdsvis små og detaljefattige.
Venus fra Willendorf og Venus fra Laussel bærer spor af at have været dækket af rød okker. Betydningen af det er ikke klar, ofte antages der at være en religiøs eller rituel baggrund.
Figurinernes funktion er uafklaret og forholdsvis uopdyrket land siden det først registrerede fund i 1864. Desuden overses ofte at figurernes form adskiller sig meget indbyrdes. Flere har tillagt deres oprindelse til fænomenet steatopygi kendt hos befolkninger i Sydafrika. Efter moderne medicinske beskrivelser er vinklen imellem ryg og balder 900 for fænomenet steatopygi, mens hele 1200 på figuriner med det træk. Desuden er der ikke fundet efterkommere fra nævnte områder i Europa hvor figurinerne især er fundet i stort tal.
I nyere tid har idehistorikeren Ulrik Huusom forsøgt sig med meget bredt anlagte idehistoriske fortolkningsmodeller i blandt andet Maxima amour - formernes filosofi. Bogen er en hybrid der strækker sig fra arkæologi og biokemi til billedkunst, filosofi og psykoanalyse m.m. Desuden diskuterer han traditionen, der i perioder har taget figurinerne til indtægt som belæg på forhistoriske matriarkalske samfundsmodeller, fra Johann Jakob Bachofen til Marija Gimbutas.

## Datering
Figurinerne er fundet i hele Europa og forekommer både i aurignacienkulturen (34.000-23.000 f.Kr.), i gravettiankulturen (28.000-22.000) og madeleinekulturen (18.000-10.000). Dateringen er ofte problematisk, da fundkonteksten ofte er mangelfuld eller ikke eksisterende på grund af plyndringer i begyndelsen af 1900'erne. Det er således ikke umuligt, at figuriner, der er klassificerede som gravettian, i virkeligheden er ældre. Der findes dog figuriner, der med sikkerhed kan klassificeres til aurignacienperioden blandt andet Galgenbergfigurinen samt dyr- og menneskefiguriner fra Vogelherd i Schwaben i Bayern og Hohlenstein-Stadel ligeledes fra Schwaben. Desuden er der en del figuriner udformet i forgængeligt materiale, der nu er gået tabt. Der er en væsentlig forskel på figuriner fra gravettiankulturen og fra madeleinekulturen. Ved fund fra gravettiankulturen udgør venusfigurinerne hovedparten, mens fund fra madeleinekulturen har været domineret af dyremotiver end af venusfiguriner. Desuden bærer figuriner fra gravettiankulturen sjældent indristede tegn, som er normale på figuriner fra madeleinekulturen.

## Materiale
Figurinerne er blevet fremstillet i sandsten, grønsten, elfenben, træ og ler. Ved Dolní Věstonice er der blevet fundet spor af en lerfabrik, der fremstillede brændte venusfiguriner. 99 % af alle figuriner fra dette fund er blevet bevidst knust. Den ældste fundne venusfigurine (ca. 31.000 år, aurignacienkulturen. Figurinen kaldes også ”Dansende Fanny fra Galgenberg”) og er forarbejdet af den hårde bjergart grønsten.

## Eksempler
- Gravettian
- Venus fra Willendorf
- Rekonstruktion af Venus af Lespugue
- Venus af Laussel
- Venus fra Dolní Věstonice
- Endnu en stiliseret figurine fra Dolní Věstonice
- Venus af Moravany
- Mal'ta Venus
- Venus af Savignano
- Stiliseret Venus af Bouret
- Rekonstruktion af the Venus af Parabita

- Yngre stenalder
- Venus Roumanie
- Venus af Karanovo
- Venus af Malta